# Copa León
La Copa León es un cuadrangular organizado por el Club de Fútbol León que se pretendía disputar en el mes de enero de cada año. 
La primera competición fue pactada en diciembre de 2002 con la participación confirmada de los equipos Club Deportivo Guadalajara, Club de Fútbol León, Querétaro Fútbol Club y Club de Fútbol Monterrey. Las actividades iniciarían el 3 de enero de 2003 y culminarían dos días después, siendo el Club Deportivo Guadalajara quien se alzaría con la copa.
La segunda copa llevó como nombre alterno de patrocinio "Copa Caja Libertad", se disputó en 2004 y esta vez estuvo conformada por los equipos Club de Fútbol León, San Luis Fútbol Club, Querétaro Fútbol Club y Club de Fútbol Monterrey. Las actividades se iniciaron el 8 de enero de 2004 y culminaron dos días coronándose el Club León como campeón.
en el 2012 este formato regreso, con participación de los equipos Leòn, Pumas de la UNAM, Cruz Azul y Pachuca. realizado desde el 28 al 30 de junio. donde el club Leòn salió campeón de esta edición al derrotar 4-3 a Pumas de la UNAM.
Actualmente se cambió de Nombre y será la Copa Telcel.
- Datos: Q2837062